# فرودگاه بین‌المللی مکاپا
فرودگاه بین‌المللی مکاپا (به انگلیسی: Macapá International Airport) (به زبان بومی: Aeroporto Internacional de Macapá-Alberto Alcolumbre) یک فرودگاه همگانی مسافربری با کد یاتا MCP است که یک باند فرود آسفالت دارد و طول باند آن ۲۱۰۰ متر است. این فرودگاه در شهر ماکائو کشور ویتنام قرار دارد و در ارتفاع ۱۷ متری از سطح دریا واقع شده است.

## شرکت‌های هواپیمایی و مقصدهای پروازی
| شرکت‌های هواپیمایی     | مقصدهای پروازی      |
| --------------------- | ------------------- |
| آزول برزیلین ایرلاینز | ول د کائس           |
| گول ایر ترنسپورت      | ول د کائس، برازیلیا |
| تام ایرلاینز          | ول د کائس، برازیلیا |